# 매슈 헨슨
매슈 알렉산더 헨슨(Matthew Alexander Henson, 1866년 8월 8일 ~ 1955년 3월 9일)은 미국의 탐험가로 1909년 로버트 에드윈 피어리와 함께 북극을 공동으로 발견한 것으로 가장 잘 알려졌다.
유명한 아프리카계 미국인 탐험가 헨슨은 피어리에 의하여 원정을 위한 그의 시종으로 기용되었다. 2개의 10년간 세월보다 더욱 많이 그들은 북극 지방을 탐험하였고, 1909년 4월 6일 피어리, 헨슨과 그들의 팀의 나머지는 역사에 남을 만한 업적을 이루어 북극에 도달하거나 적어도 자신들이 해냈다고 주장하는 데 첫 사람들이 되었다.

## 어린 시절
메릴랜드주 찰스군에서 자유 흑인 소작인 부모에게 태어난 헨슨은 이른 나이에 자신의 모친을 잃었다. 헨슨이 4세때 그의 부친은 직업 기회들을 찾으러 가족을 워싱턴 D. C.로 이주시켰다. 몇년 후 그의 부친이 거기서 사망하여 헨슨과 그의 형제·자매를 다른 가족 일원들의 보호에 맡기게 되었다.
11세의 나이에 헨슨은 자신의 길을 찾으로 집을 떠났다. 레스토랑에서 잠시 일을 한 후, 그는 볼티모어로 끝까지 걸어가 항선 "케이티 하인스" 호에 캐빈보이로서 직업을 찾았다. 그 항선의 차일즈 선장은 자신의 익창 아래 헨슨을 데려가 선박 조종술의 미세한 점들에서 지시를 포함한 그의 교육에 주의하였다. 케이티 하인스 호에 탄 자신의 시간 동안 그는 또한 세계의 거의를 보기도 하여 아시아, 아프리카와 유럽으로 여행을 떠났다.
1884년 차일즈 선장이 사망하자 헨슨은 결국적으로 워싱턴 D. C.로 돌아오는 자신의 길을 이루어 모자 상점에서 점원으로 직업을 찾았다. 1887년 그가 탐험가이자 미국 해군 토목 공학단의 장교 로버트 에드윈 피어리를 만났던 일이 있었다. 헨슨의 항해 자격 증명에 인상을 받은 피어리는 다가오는 니카라과 원정을 위하여 그를 자신의 시종으로 기용하였다.

## 탐험가 경력

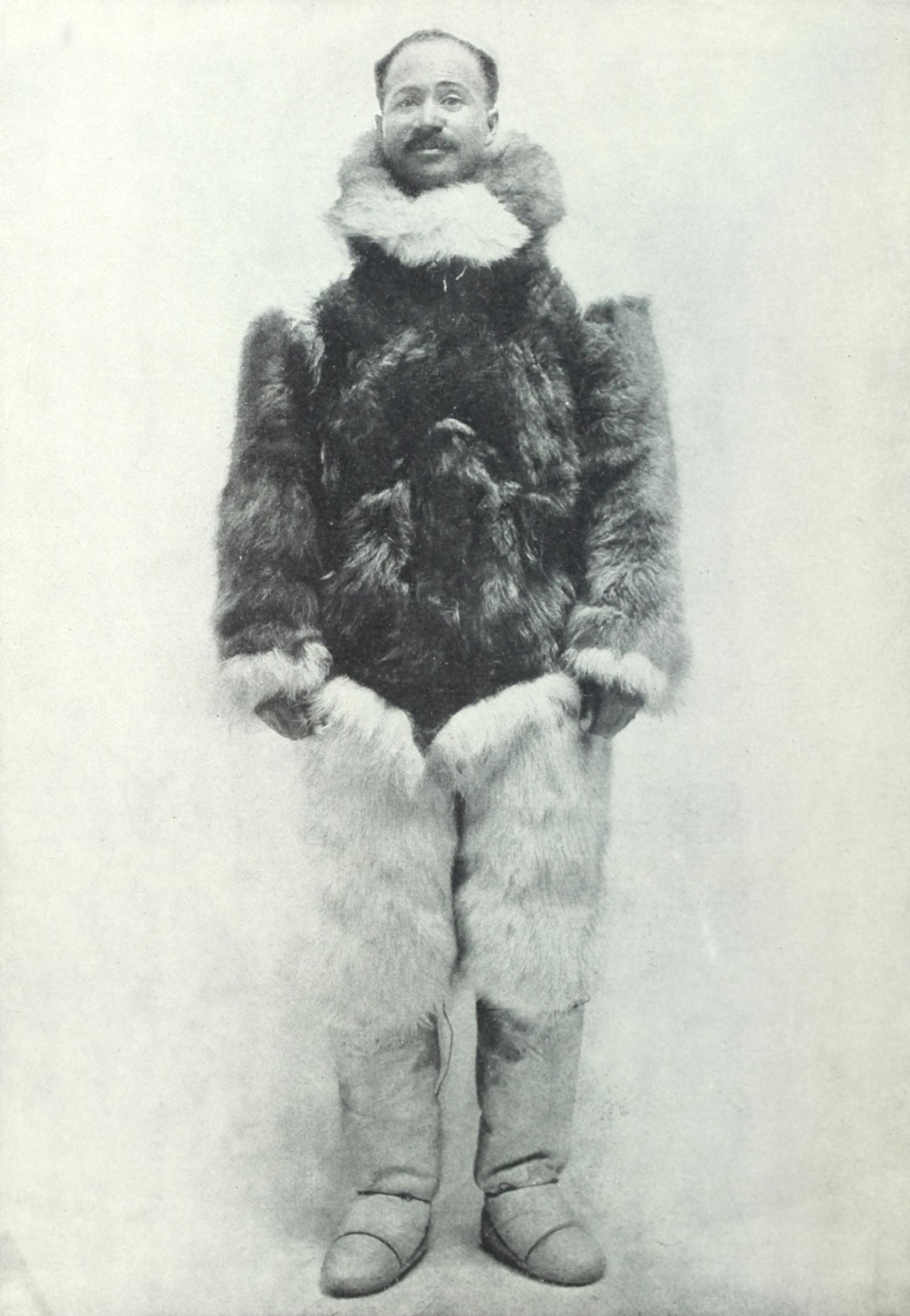
북극 모피복 차림의 헨슨

니카라과에서 돌아온 후 피어리는 필라델피아에서 헨슨에게 직업을 찾아주었고, 1891년 4월 헨슨은 에바 플린트와 결혼하였다. 그러나 잠시 후, 헨슨은 그린란드 원정을 위하여 다시 피어리에게 가입하였다. 거기에 있는 동안 헨슨은 지방 에스키모 문화를 포용하여 다음해 동안 언어와 원주민들의 북극 생존 실력들을 배웠다.
1893년 그린란드로 그들의 다른 여행이 왔는 데 이번에는 전체 빙모의 해도를 작성하는 목적과 함께였다. 피어리의 팀이 굶주림 직전에 있으면서 2년간 여행은 거의 비극에 끝이 나고 말았으며 팀의 일원들은 썰매를 끄는 개들의 한마리를 제외하고 모두 잡아먹으면서 생존할 수 있었다. 이 위기에 처한 여행에 불구하고, 탐험가들은 자신들의 초기 탐색들이 있던 동안 자신들이 찾은 3개의 큰 운석들을 걷으러 1896년과 1897년 그린란드로 돌아왔고, 최후적으로 그것들을 미국 자연사 박물관에 팔아 자신들의 더욱 나가서 원정들로 기금하는 도움을 주는 데 수입들을 이용하였다. 하지만 1897년까지 헨슨의 빈번한 결석들은 그의 결혼 생활에 대가를 치르고 있었으며 그와 에바는 이혼하였다.
다음 몇년간 피어리와 헨슨은 북극에 도달하는 데 다수의 시도들을 이루려고 하였다. 그들의 1902년 시도는 식량과 공급물의 부족의 이유로 6명의 에스키모들이 소멸하면서 비극을 증명하였다. 하지만 그들은 자신들의 1905년 여행 동안 더욱 많은 진보를 이루었으며 시어도어 루스벨트 대통령의 후원과 얼음을 통하여 깎아나갈 수 있는 능력을 가졌던 당시 최첨단 기술을 사용한 범선과 무장한 팀은 북극의 175 마일 안에서 항해할 수 있었다. 녹은 얼음이 임무 완료를 방해한 해로를 막아 그들을 강제로 되돌렸다. 이 무렵 헨슨은 이누이트 여성과 함께 아들 아나우아카크를 낳았으나 1906년 귀국한 그는 루시 로스와 재혼하였다.
북극에 도달하는 데 팀의 최종 시도는 1908년에 시작되었다. 헨슨은 평가 못할 만큼의 팀 일원으로 증명하여 썰매를 만들고 그것들을 다루는 데 다른이들을 훈련시켰다. 헨슨의 원정 일원 도널드 맥밀런은 한번 "피어리 자신의 것으로 동등한 경험의 세월들과 함께 그는 없어서는 안 된다."라고 특별히 언급하였다.
원정은 이어진 해에 지속되었고, 다른 팀의 일원들이 되돌아 갔던 동안 피어리와 여태까지 충실했던 헨슨은 터벅 터벅 걸어갔다. 임무의 성공이 자신의 신임적인 동료에 의지한 것을 알았던 피어리는 당시 "헨슨은 끝까지 가야 한다. 난 그가 없이 거기로 이룰 수가 없다."라고 언급하였다. 1909년 4월 6일 피어리, 헨슨, 4명의 에스키모와 40 마리의 개들 (여행은 24명의 남성, 19대의 썰매와 133 마리의 개들과 시작되었다)은 결국 북극에 도달하였거나 적어도 자신들이 해냈다고 주장한다.

## 이후의 생애

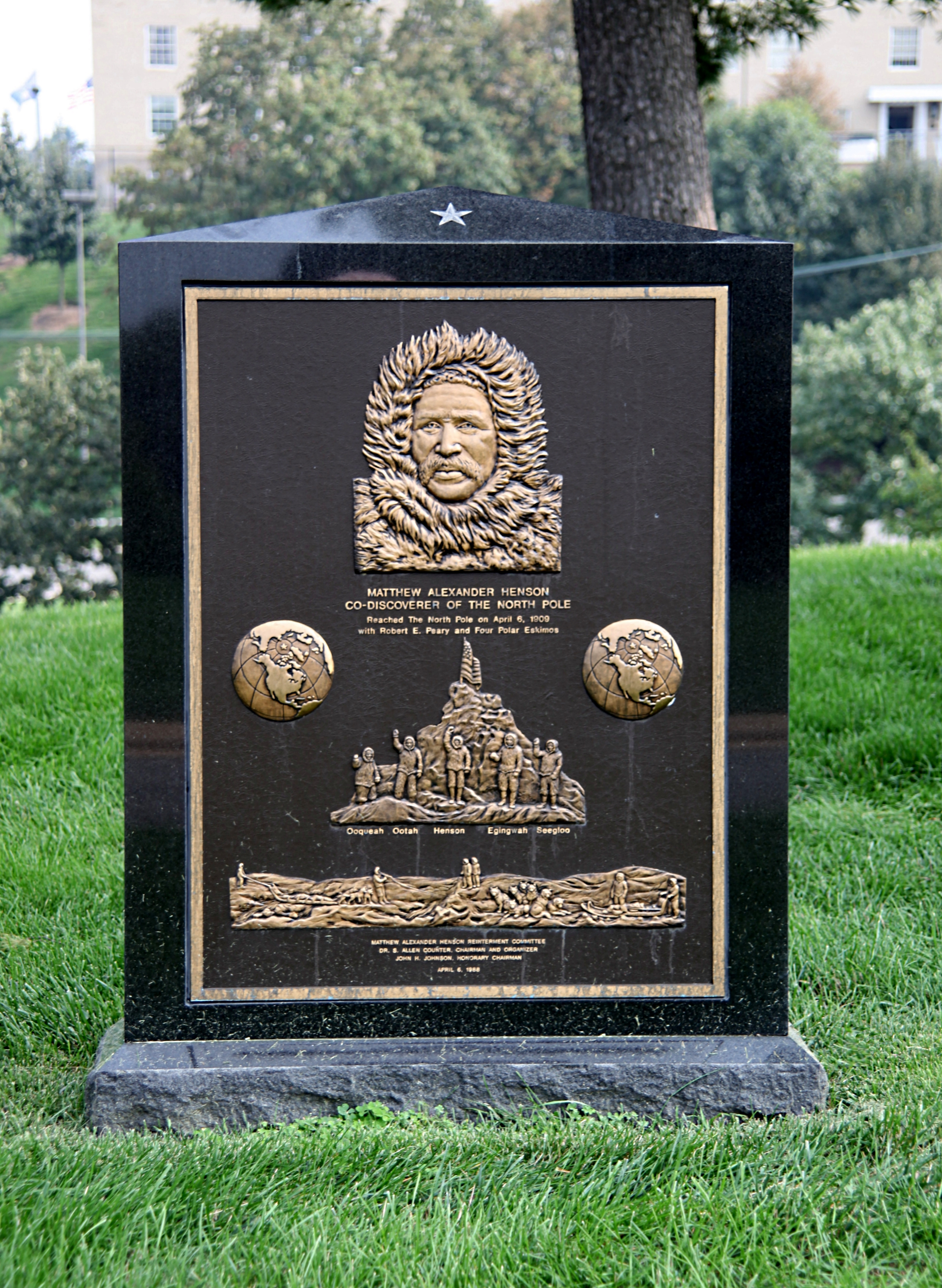
알링턴 국립묘지에 있는 헨슨의 묘비

그들이 돌아왔을 때 승리에 피어리는 자신의 성취로 많은 영예들을 받았으나 당시 아프리카계 미국인으로서 불행한 징조였던 헨슨은 크게 관과되었다. 그리고 피어리가 자신의 성취로 많은이들에 의하여 찬사를 받았던 동안 피어리가 검증 가능한 증거 부족 때문에 이른바 북극에 도달한 것에 관하여 의회 앞에서 증언하면서 그와 그의 팀은 넓은 회의론을 향하였다. 피어리와 헨슨의 1909년 원정에 관한 진실은 아직도 애매하게 남아있다.
헨슨은 뉴욕의 연방 세관에서 사원으로 일하면서 다음 10년간 세월을 보냈으나 그는 탐험가로서 자신의 인생을 전혀 잊지 않았다. 그는 1912년 저서 〈북극에서 니그로 탐험가〉에서 자신의 북극 회고록을 기록하였다. 1937년 70세의 헨슨은 결국 자신이 마땅한 인정을 받았으며 뉴욕에서 높이 평가된 탐험가 클럽은 그를 명예 회원으로서 받아들였다. 1944년 그와 원정의 다른 일원들은 의회 명예 훈장이 수여되었다. 그는 자신의 전기 〈어두운 동료〉 (1947년 발간됨)을 저서하는 데 브래들리 로빈슨과 일하였다.

## 최종의 세월과 사망
헨슨은 1955년 3월 9일 브롱크스에서 사망하여 우들랜드 묘지에 안장되었다. 그의 부인 루시 여사의 시신이 1968년 그의 곁으로 안장되었다. 헨슨을 영예하는 운동에서 1987년 로널드 레이건 대통령은 하버드 대학교의 S. 앨런 카운터 박사의 요청에 따라 알링턴 국립묘지에 재안치를 위하여 헨슨과 루시 여사의 시신들의 수송을 찬성하였다. 국립묘지는 또한 피어리와 그의 부인 조제핀 여사의 매장지이다.